# Pleurolithobius orientis
Pleurolithobius orientis är en mångfotingart som först beskrevs av Chamberlin 1952.  Pleurolithobius orientis ingår i släktet Pleurolithobius och familjen stenkrypare. Inga underarter finns listade i Catalogue of Life.